# Kacper Kazimierz Cieciszowski
Kacper Kazimierz Cieciszowski do brasão Pierzchała (nascido em 12 de janeiro de 1745 em Ozorów, falecido em 28 de abril de 1831 em Łuck) foi arcebispo metropolitano de Mogilev entre 1828 e 1831, metropolita de todas as igrejas católicas romanas no Império Russo a partir de 1827, bispo de Kiev a partir de 1785, bispo de Łuck e Żytomierz a partir de 1798 e abade comendatário de Miechów em 1782, além de membro da Comissão de Educação Nacional entre 1791 e 1792.

## Biografia
Em 1760, ele viajou para Roma, onde iniciou seus estudos teológicos. Em 1764, foi ordenado sacerdote pelo Papa Clemente XIII. Já como cônego de Varsóvia, em 1775, foi nomeado coadjutor do bispo de Kiev, Ignacy Franciszek Ossoliński, e nomeado bispo de Tebaste na Numídia in partibus infidelium. Em 1782, recebeu a Ordem de Santo Estanislau. Em 16 de julho de 1785, fez sua entrada solene na catedral de Żytomierz. Em 1786, foi eleito pelo Sejm (parlamento polonês) para o Departamento Militar. Recebeu a Ordem da Águia Branca e foi membro da Confederação do Sejm de Quatro Anos. Em 1790, integrou a Comissão de Ordem Civil-Militar do condado de Radom na voivodia de Sandomierz. Apoiou a aprovação da Constituição Polonesa de 3 de Maio de 1791, ordenando em 10 de maio de 1791 que fossem feitas orações em sua diocese pela Constituição. Foi membro da Confederação Targowica e, em 1792, foi delegado por ela como comissário para a Komisja Edukacji Narodowej (KEN), em português, Comissão de Educação Nacional.
No final da vida, Cieciszowski foi vítima de uma provocação: durante o Levante de Novembro, o arcebispo cego foi induzido por um cônego de Skierniewice a assinar um documento que mais tarde se revelou ser um apelo condenando os insurgentes. Ele foi sepultado na catedral de Łuck.